# Pocophora rufisticta
Pocophora rufisticta là một loài bướm đêm trong họ Geometridae.